# Depurazione

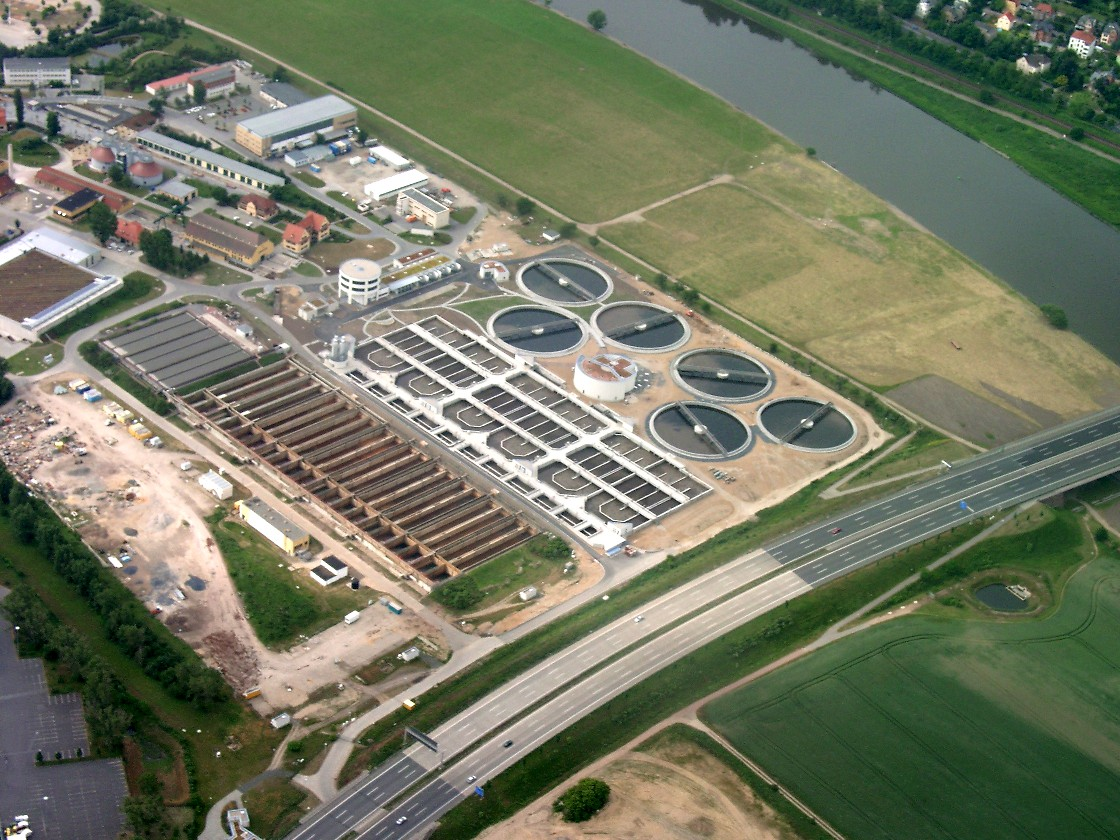
Vista aerea di un impianto di depurazione delle acque.

La depurazione è il sistema tecnologico che, a mezzo di opportuni impianti detti impianti di depurazione, si realizza e si attiva per eliminare dai sistemi liquidi e gassosi sostanze estranee o inquinanti. Si svolge un processo composto da una serie di azioni programmate di carattere meccanico, chimico-fisico e biologico. Gli impianti di depurazione più comuni si possono dividere in due grandi classi, a seconda di ciò che si deve depurare: aria o acqua.
Esistono anche depurazioni del suolo o sottosuolo o, più in generale, di ogni altro sistema inquinato, ad esempio la depurazione dell'acciaio (detta affinazione); in ogni caso l'aria e l'acqua, vista la loro caratteristica di necessità alla vita sulla Terra, rimangono preponderanti come classi degli impianti di depurazione.

## Depurazione dell'aria
La depurazione dell'aria comprende diverse operazioni di separazione gas-solido, tra cui:
- filtrazione (in filtri a maniche);
- centrifugazione
- lavaggio (in scrubber).

## Depurazione dell'acqua
La depurazione dell'acqua può riguardare:
- trattamento degli scarichi urbani;
- trattamento degli scarichi industriali (ad esempio attraverso la tecnologia dell'elettroflottazione).

Alcuni dei risultati ottenibili sono: abbattimento dell'ammoniaca, dell'azoto, dello zolfo, dei metalli in soluzione ed eliminazione dei fosfati.
Nella depurazione degli scarichi urbani si procede linearmente a stadi successivi, nei quali avvengono specifiche azioni e reazioni: separazione meccanica dei grossolani, sedimentazione, digestione batterica, ossidazione (fisica, meccanica e microbiologica), filtraggi, disinfezioni finali (ipoclorito di sodio, acido peracetico, ozono, raggi ultravioletti).
Tutti i processi coinvolti nel ciclo depurativo non sono altro che gli stessi che avvengono normalmente in natura, ma massimizzati in velocità e resa all'interno dell'impianto di depurazione.